# Kloster Surb-Chatsch
Das Kloster Surb-Chatsch (armenisch Սուրբ Խաչ վանք ‚Kloster zum Heiligen Kreuz‘, ukrainisch Сурб-Хач) ist ein mittelalterliches, im Jahre 1358 gegründetes armenisches Kloster auf der Halbinsel Krim in der Ukraine, nahe der Stadt Staryj Krym.
Das Surb-Chatsch-Kloster war ein spirituelles Zentrum der armenischen Christen und während vieler Jahrhunderte eine Pilgerstätte. Es entlehnt seinen Namen vermutlich von der armenischen Kathedrale zum Heiligen Kreuz auf der im Vansee liegenden Insel Akdamar in der heutigen Osttürkei.
Die ukrainische Nationalbank gab 2009 Gedenkmünzen zu Ehren des armenischen Klosters Surb-Chatsch heraus. Im Kloster gibt es auch zahlreiche uralte Chatschkare.